# فرانتس فوکسبرگر
فرانتس فوکسبرگر (آلمانی: Franz Fuchsberger; ۲۸ سپتامبر ۱۹۱۰ – ۱ ژانویهٔ ۱۹۹۲) بازیکن فوتبال اهل اتریش بود.
از باشگاه‌هایی که در آن بازی کرده‌است می‌توان به باشگاه فوتبال راپید وین اشاره کرد.
وی همچنین در تیم ملی فوتبال اتریش بازی کرده‌است.